# Homilies d'Organyà
Les Homilies d'Organyà és un fragment de sermonari destinat a la predicació de l'Evangeli i descobert a la rectoria d'Organyà el 1905. Representa un dels documents literaris més antics escrits en llengua catalana. Són la traducció al català d'uns sermons escrits en occità i mostren l'ús de la llengua catalana en la predicació adreçada al poble. El manuscrit original es troba a la Biblioteca de Catalunya, mentre que a Organyà se n'exposa una reproducció.

## Característiques
Segons els experts, es van escriure entre el final del segle xii i el començament del xiii. Les Homilies d'Organyà s'inspiren en les canòniques augustinianes, com per exemple Sant Ruf d'Avinyó, que donaren un impuls a la pastoral popular, dins el corrent de la reforma gregoriana. El caràcter de la lletra és el propi de l'època de transició a l'art gòtic, i la qualitat del pergamí, força gruixut i ordinari. Certes particularitats del llenguatge fan pensar als erudits que aquest manuscrit és del temps del rei Pere I el Catòlic (1196-1213). El text és escrit en català no provençalista, encara que s'hi trobin alguns mots poc coneguts en la llengua catalana. L'any 2023 un estudi de Jesús Alturo i Perucho i Tània Alaix i Gimbert determina que les Homilies d'Organyà van ser copiades a la canònica de Santa Maria d'Organyà i en una data propera al decenni 1220-1230.
Les Homilies d'Organyà i les de Tortosa tenen una homilia comuna: la del Dimecres de Cendra, de manera que han estat relacionades amb col·leccions d'homilies d'origen provençal, que eren d'ús freqüent en l'època. Mentre que les de Tortosa copien el text provençal i tenen un to més popular, les Homilies d'Organyà són traduccions al català i són de caràcter més culte.

## Història
Aquestes homilies varen ser descobertes per Joaquim Miret i Sans, historiador i jurista, el setembre de l'any 1905, tot regirant en la rectoria d'Organyà els pergamins de l'arxiu de l'extingida col·legiata de Santa Maria, que fou fundada pels senyors de Caboet en el segle x o principis del ix. La troballa consistia en un petit quadern de pergamí de tres fulls doblegats per la meitat, sis folis de 18 centímetres d'alt per 12,5 d'ample, escrits en les dues cares, amb 23 ratlles d'escriptura en cada cara o plana, assenyalades fortament amb un punxó i amb una mitjana de 50 a 55 lletres cada ratlla.
Més endavant varen ser trobats altres fulls que complementaven els primers, de manera que avui el manuscrit consta de 8 folis escrits per ambdues cares, amb un total de 16 planes.

## Llegat
L'Ajuntament d'Organyà vol construir un far com a monument i «utilitzar la llum d'un far per mantenir viu el record de les Homilies d'Organyà 800 anys després que fossin escrites». L'any 2004 es van celebrar els vuit segles de les homilies. El museu de les Homilies d'Organyà es troba a la plaça homònima d'aquesta població urgellenca. Forma part de la Ruta dels oficis d'ahir de la comarca de l'Alt Urgell.
Com a curiositat d'aquestes homilies, varen ser recordades pel poeta valencià Vicent Andrés Estellés en el sisè llibre de la seva obra completa, amb el títol Les Homilies d'Organyà (1981). Diferents transcripcions del text han estat publicades per Miret i Sans (1904), A. Griera (1917), Maurice Molho (1961) i Joan Coromines (1976). El manuscrit original es pot consultar digitalitzat.